# Philippe Payot
Joseph Philippe Payot (* 21. Dezember 1893 in Chamonix-Mont-Blanc; † 29. April 1958 ebendort) war ein französischer Eishockeyspieler.  

## Karriere
Philippe Payot nahm für die französische Eishockeynationalmannschaft an den Olympischen Winterspielen 1924 in Chamonix und 1928 in St. Moritz teil. Auf Vereinsebene spielte er für den Chamonix Hockey Club. Mit diesem gewann er in den Spielzeiten 1922/23 und 1924/25 jeweils den französischen Meistertitel.

## Erfolge und Auszeichnungen
- 1923 Französischer Meister mit dem Chamonix Hockey Club
- 1925 Französischer Meister mit dem Chamonix Hockey Club